# Батское аббатство

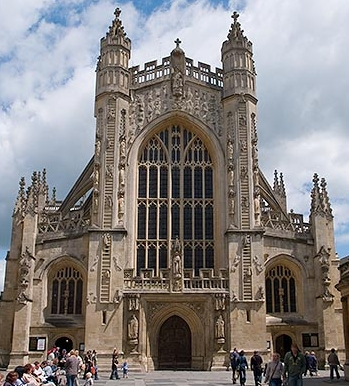
Батское аббатство

Батское аббатство Святых Петра и Павла (англ. The Abbey Church of Saint Peter and Saint Paul, Bath) — англиканская церковь и бывший бенедиктский монастырь в Бате (Сомерсет).
Аббатство было основано ещё во второй половине VII века, реорганизовано в X веке и перестроено в XII и XVI вв. Строительство началось после 675 года, когда Осрик, король Хвикке выделил 100 гайд земли под женский монастырь. Об архитектуре первых зданий практически ничего не известно. После монашество пришло в упадок и стало возрождаться лишь во второй половине X века при Эдгаре Миролюбивом.
После завоевания норманнами в монастыре была построена норманнская церковь длиной 101 м. Однако, численность монахов была невелика. Известно, что в 1206 году проживало 40 монахов, а в 1485 году всего 22. Современное здание высотой 49 м построено на месте норманнского собора в 1495—1611 гг. Сегодня это одно из известнейших готических сооружений в Южной Англии. Церковь вмещает примерно 1200 прихожан и относится к диоцезу Бата и Уэллса провинции Кентербери. Кроме религиозных служб в здании могут проводиться лекции, концерты и прочие светские мероприятия.
12 июня 1950 года Батское аббатство было внесено в реестр исторических памятников высшей категории (Grade I) под номером 442109.